# مرحلة الفيضان
مرحلة الفيضان هي المستوى الذي يرتفع فيه سطح الماء إلى مستوى كافٍ ليسبب غمرًا كافيًا للمناطق التي لا تغطيها المياه عادةً، مما يتسبب في إزعاج أو تهديد للحياة والممتلكات. عندما يرتفع مستوى الماء إلى هذا المستوى، يعتبر حدثًا فيضانًا. لا تنطبق مرحلة الفيضان على السيول. لأن السيل بحكم تعريفه يحدث فوق مناطق لا تغطيها المياه عادةً، لذا أي ماء على الإطلاق يخلق فيضانًا. عادة، لا يتم تحديد المراحل المتوسطة والكبيرة لسهول الفيضان المساحية.
مرحلة الفيضان هي مستوى المياه لجسم من الماء في موقع معين، يقاس من المستوى الذي يهدد فيه جسم الماء الأرواح أو الممتلكات أو التجارة أو السفر. يُستخدم مصطلح «في مرحلة الفيضان» بشكل شائع لوصف النقطة التي يحدث عندها. «ارتفاع المقياس» (يُشار إليه أيضًا باسم «مرحلة التدفق» أو «مرحلة [جسم الماء]» أو ببساطة «المرحلة») هو مستوى سطح الماء فوق مسند صفري محدد في موقع معين. يمكن أن يكون مستوى الصفر تعسفيًا، ولكنه غالبًا ما يكون قريبًا من قاع النهر أو النهر أو عند متوسط مستوى المسطحات المائية القائمة.